# Preslaven
Preslaven (bulgariska: Преславен) är ett distrikt i Bulgarien.   Det ligger i kommunen Obsjtina Stara Zagora och regionen Stara Zagora, i den centrala delen av landet, 200 km öster om huvudstaden Sofia.
Trakten runt Preslaven består till största delen av jordbruksmark. Runt Preslaven är det ganska tätbefolkat, med 52 invånare per kvadratkilometer.